# Nils Dardel
Nils Dardel (ur. 25 października 1888 w Bettna, zm. 25 maja 1943 w Nowym Jorku) – szwedzki malarz i rysownik postimpresjonistyczny.
Pochodził z rodziny szlacheckiej, ale w wieku dorosłym odrzucił szlachecki przyimek von sprzed nazwiska. Był synem właściciela ziemskiego Fritza Augusta von Dardel i Sophii Matildy Norlin. Studiował na Szwedzkiej Królewskiej Akademii Sztuki w Sztokholmie, a potem także w Paryżu. Zaczął tworzyć pod koniec XIX wieku, szczyt formy artystycznej osiągając w latach 20. i 30. XX wieku. Malował obrazy figuratywne, krajobrazy i portrety, często ludowych typów charakterystycznych. Na zamówienie realizował eleganckie portrety. Ulegał wpływom nie tylko postimpresjonizmu, ale też fowizmu i japońskiej sztuki drzeworytniczej. Szczególnie mocno zainteresowany puentylizmem.
Dardel lubił podróżować, a przy tej okazji malować przypadkowo napotykanych ludzi. Wędrowne życie artysty z czasem nabrało cech autodestrukcyjnych. W czasie II wojny światowej przeniósł się do Nowego Jorku, gdzie otrzymał prawo czasowego pobytu. Zmarł we śnie w pokoju hotelowym (cierpiał na poważną chorobę serca).
W latach 1921–1934 był żonaty z Thorą Dardel (1899-1995), z którą miał jedno dziecko – Ingrid von Dardel (1922-1962). Wcześniej pozostawał w homoseksualnym związku z Rolfem de Maré, kolekcjonerem i twórcą Szwedzkiego Baletu w Paryżu (Svenska baletten i Paris).
Wokół jego obrazu Umierający dandys osnuta jest akcja powieści pod tym samym tytułem autorstwa Mari Jungstedt z 2006.